# Verwaltungsgemeinschaft Reichenbach/O.L.
Die Verwaltungsgemeinschaft Reichenbach/O.L. (bis 30. November 2004 Verwaltungsgemeinschaft Reichenbach) ist eine sächsische Verwaltungsgemeinschaft im Landkreis Görlitz. Sie liegt im mittleren Teil des Landkreises, rund 10 km westlich der Kreisstadt Görlitz und 20 km nordöstlich von Löbau. Durch das Verwaltungsgebiet fließt der Schwarze Schöps. Die Landschaft wird im Norden geprägt durch die Königshainer Berge und im Süden durch das Vorland des Oberlausitzer Berglandes (Löbauer Berg). Die Bundesstraße 6 und die Bundesautobahn 4 sowie die Bahnstrecke Görlitz–Dresden führen durch das Verwaltungsgebiet.

## Die Gemeinden mit ihren Ortsteilen
- Reichenbach/O.L. mit den Ortsteilen Reichenbach, Biesig, Borda, Zoblitz, Feldhäuser, Goßwitz, Löbensmüh, Grobnitz, Mengelsdorf, Oehlisch, Schöps, Reißaus, Meuselwitz, Dittmannsdorf und Sohland am Rotstein
- Königshain
- Vierkirchen mit den Ortsteilen Arnsdorf, Buchholz, Döbschütz, Heideberg, Hilbersdorf, Melaune, Prachenau, Rotkretscham, Tetta und Wasserkretscham

## Austrittsbestrebungen von Vierkirchen
Die Mitgliedsgemeinde Vierkirchen wollte zum 1. Januar 2025 aus der Verwaltungsgemeinschaft austreten und durch die Fusion mit Waldhufen zur Gemeinde Waldhufen-Vierkirchen zum Verwaltungsverband Diehsa stoßen. Gegen die Genehmigung dieses Vorhabens durch den Landkreis Görlitz hatte die Stadt Reichenbach/O.L. Widerspruch eingelegt. Das Gericht gab der Klage statt, wodurch die Fusion vorerst nicht umgesetzt werden kann.